# Шановица (Тимиш)
Шановица (рум. Șanovița) насеље је у Румунији у округу Тимиш у општини Гизела. Oпштина се налази на надморској висини од 111 m.

## Прошлост
По "Румунској енциклопедији" место се помиње 1359. године, као "Сасанфалва". Године 1717. ту је пописано 40 кућа. Становништво је било влашко и српско (преосталог средњовековног). Православна црква је подигнута 1779. године. Масовни прелазак у "унију" православаца збио се 1871-1875. године.
Аустријски царски ревизор Ерлер је 1774. године констатовао да се место "Сусановац" налази у Лунгшком округу, Лугожког дистрикта. Становништво је било претежно влашко. Када је 1797. године пописан православни клир ту два свештеника. Пароси, поп Јован Јовановић (рукоп. 1778) и поп Михаил Живановић (1794) иако би се могло закључити да су Срби, они су се искључиво служили румунским језиком.

## Становништво
Према подацима из 2002. године у насељу је живело 517 становника, од којих су сви румунске националности.